# Südpazifik

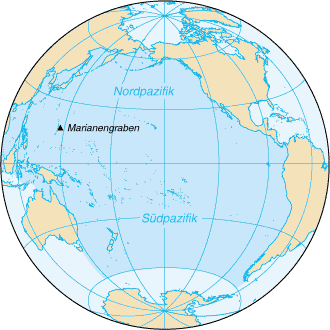
Grobe Gliederung des Pazifiks in Nord- und Südpazifik

Als Südpazifik oder Südsee wird die südwestliche Inselwelt des Pazifischen Ozeans bezeichnet, soweit sie südlich des Äquators liegt.

## Geografie
Obwohl der Begriff geografisch nicht eindeutig abgrenzbar oder offiziell definiert ist, umfasst er
- jedenfalls Polynesien (aber ohne die weit nördlich des Äquators gelegenen Hawaii-Inseln),
- meistens Melanesien,
- von Mikronesien zumindest die südlichen Teile,
- häufig auch Neuseeland
  - sowie die weit östlich gelegenen Pitcairn-, Oster- und Juan-Fernández-Inseln,
  - seltener die gesamte Westküste Südamerikas,

aber nicht Australien und Neuguinea.
Auch die Zuordnung der Salomonensee und des Meeresgebiets zwischen Australien und Neuguinea, also Korallenmeer, Golf von Papua, Arafurasee  und Golf von Carpentaria, wie auch der Tasmansee zwischen Australien und Neuseeland zum Südpazifik schwankt nach Thematik. Die Grenzziehung im Süden zum Südpolarmeer wird geografisch weitgehend übereinstimmend ab dem 50. Breitengrad gewählt, meteorologisch-nautisch südlich der antarktischen Konvergenz, in der Tiefe ab dem Südpazifischen Rücken.
Im Jahr 2000 legte die Internationale Hydrografische Organisation (IHO) offiziell den 60. Breitengrad als Nordgrenze des Südlichen Ozeans fest.

Südpazifik unten links und rechts

Die Bezeichnungen Südpazifik, Ozeanien, Austronesien und das in Deutschland oft synonym benutzte Wort Südsee überschneiden sich daher in ihrer Bedeutung. „Südsee“ ist aber enger gefasst und stellt eher eine Sammelbezeichnung für die kleinen Inselstaaten und -territorien der Region dar, die politisch, kulturell und wirtschaftlich (auch wegen ihrer geringen Größe) in vieler Hinsicht zusammenarbeiten. Beispiele hierfür sind die University of the South Pacific (USP), die South Pacific Applied Geoscience Commission (SOPAC) oder die South Pacific Tourism Organisation (SPTO).

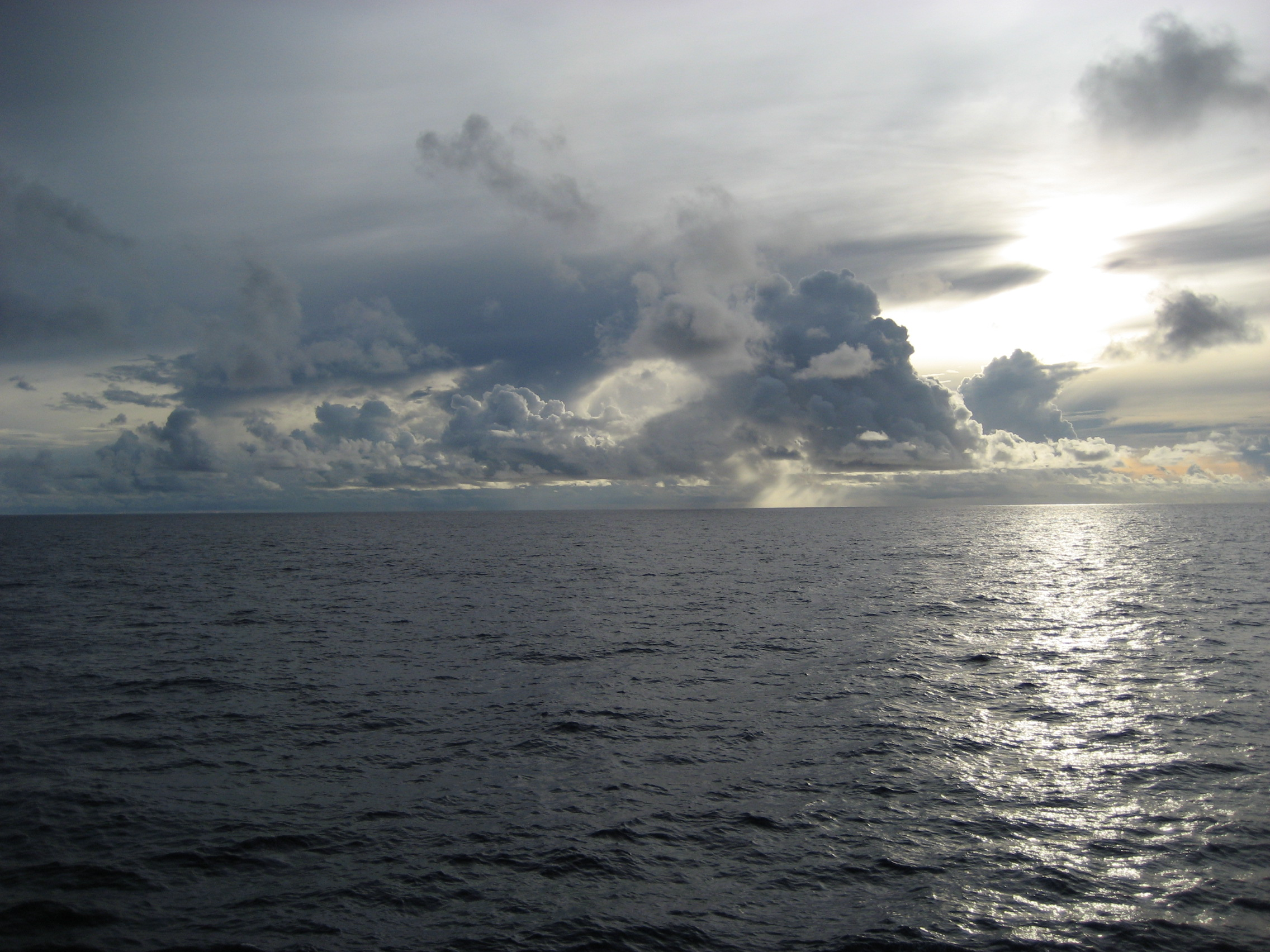
Meeresfläche und Bewölkung im Südpazifik

Die Region besitzt eine riesige Ausdehnung: Ihre Inseln sind über eine Meeresfläche von vielen Millionen Quadratkilometern (zu beiden Seiten der Datumsgrenze) verstreut, wogegen die addierte Landfläche aller Inseln verschwindend gering ist und die Einwohnerzahl (ohne Neuseeland) aller Staaten und Territorien kaum eine Million erreicht.
In der Meteorologie gliedert man den Südpazifik weiter in Südwestpazifik, südlich des Äquators zwischen Neuseeland und dem 120. Längengrad und Südostpazifik von dort bis zur Küste Südamerikas. Erstere Zone umfasst die ganze Inselwelt der Südsee und das südlich davon liegende Südpazifische Becken, zweitere die nahezu insellosen Gebiete, mit der untermeerischen Schwelle Galapagosinseln – Südwestpazifisches Plateau (auch: Ostpazifische Schwelle) und das Peru-Chile-Becken.

## Geschichte

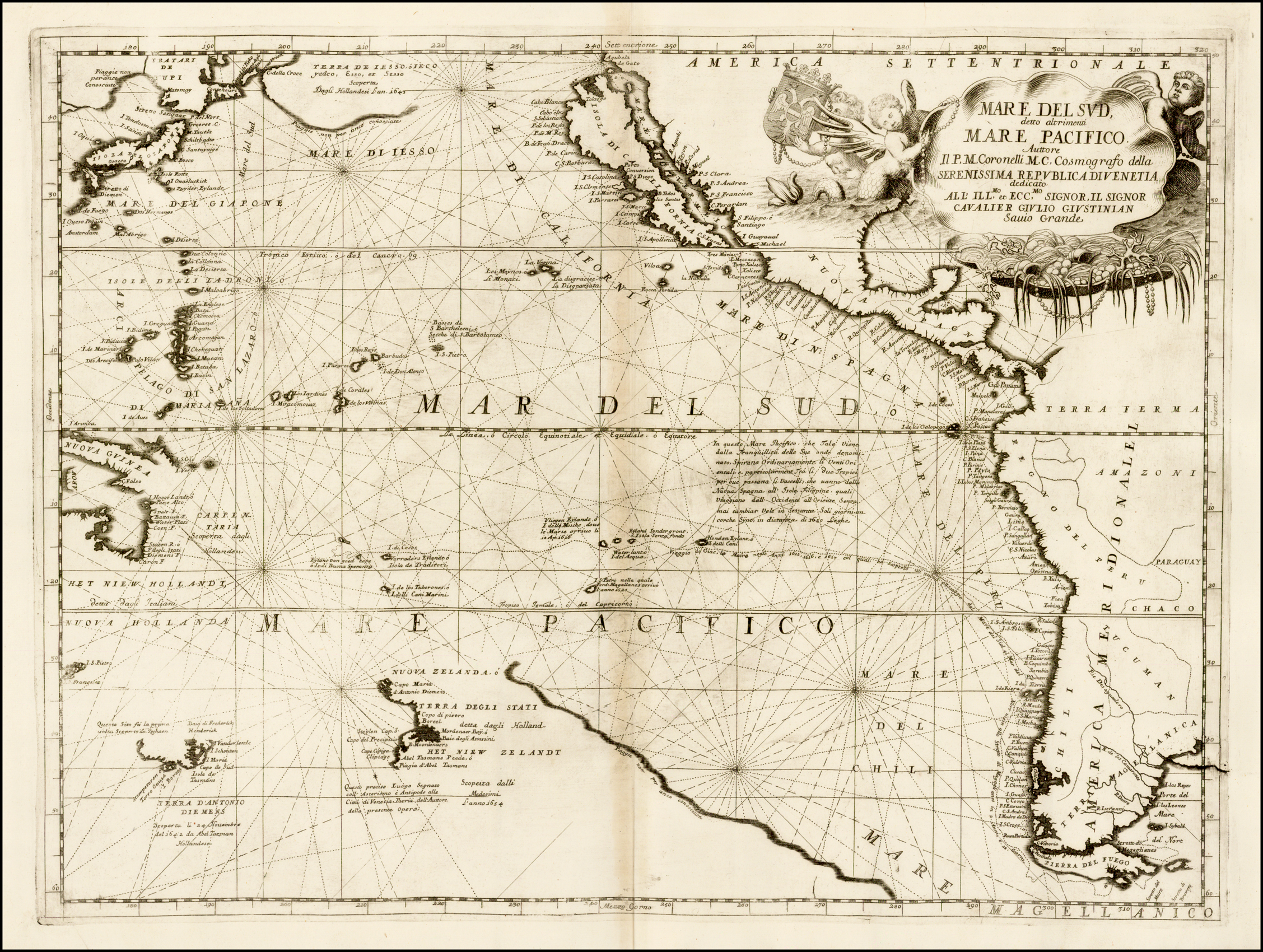
Karte des Pazifiks von 1692 mit unbekanntem Südkontinent (unten)

Bis ins 18. Jahrhundert vermuteten europäische Gelehrte auf der Südhalbkugel den geheimnisvollen Kontinent Terra Australis, der unter anderem im Südpazifik gesucht wurde. Vor allem die Seereisen von James Cook zeigten jedoch, dass ein solcher Kontinent – abgesehen vom südlicheren Antarktika und westlicheren Australien – nicht existiert. Danach wurden weiterhin Phantominseln und Untiefen im Südpazifik vermutet, deren Existenz teilweise bis heute nicht abschließend geklärt ist.

## Klimaarchiv
Im Jahr 2024 zeigte sich anhand einer als Klimaarchiv analysierten Koralle, dass die Meeresoberflächentemperatur auf dem Fidschi-Archipel derzeit die höchste der vergangenen 653 Jahre ist.